# حزب آلمانی (اسلواکی)

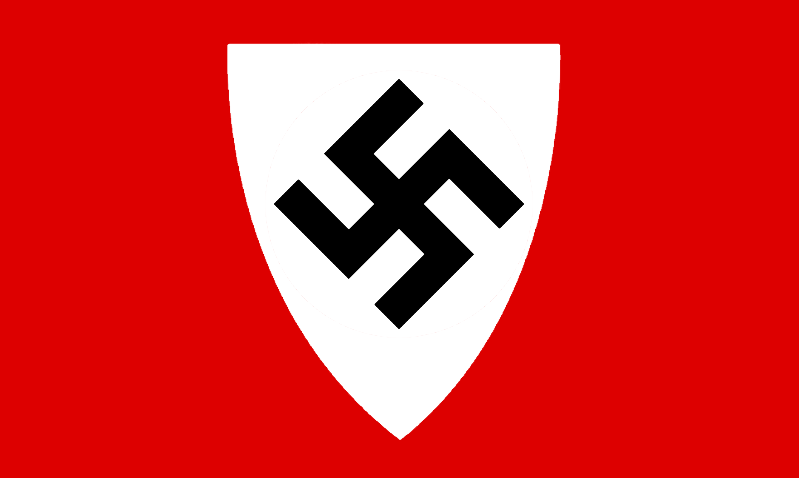
حزب آلمانی (اسلواکی)، یک حزب سیاسی نازی

حزب آلمانی (آلمانی: Deutsche Partei، مخفف: DP) یک حزب سیاسی نازی بود که سال ۱۹۳۸ تا ۱۹۴۵ در میان اقلیت آلمانی در کشور اسلواکی فعالیت می‌کرد.

## تاریخچه
این حزب در ۸ اکتبر ۱۹۳۸ به عنوان جانشین حزب آلمان کارپات (KdP) تشکیل شد. فرانتس کارماسین، عضو اتاق نمایندگان چکسلواکی، رهبری این حزب را بر عهده داشت و عنوان فولکس گروپفورر را در اختیار داشت. این حزب به عنوان مرجع در اسلواکی برای گروه خلق آلمان در چکو- اسلواکی (DVG)، سازمان جانشین حزب آلمان سودتن در ۳۰ اکتبر ۱۹۳۸ تأسیس شد. این حزب دو روزنامه صدای آلمانی و پیام‌رسان ( به آلمانی: Grenzbote و Deutschen Stimmen) را از براتیسلاوا منتشر کرد.
از نظر سازمانی، این حزب براساس حزب ناسیونال سوسیالیست کارگران آلمان در آلمان و با رعایت اصل پیشوا الگوبرداری شد. این سواستیکا را به عنوان نماد خود و هورست-وسل-لید را به عنوان سرود خود استفاده کرد. شاخه جوانان این حزب به «جوانان آلمان» (Deutsche Jugend) معروف بود و یک جناح شبه نظامی به نام Freiwillige Schutzstaffel را رهبری می‌کرد. از نظر سیاسی حزب آلمانی تلاش کرد جوامع همگن آلمانی کارپات را تقویت کند و موقعیت ممتازی را برای جامعه آلمانی در اسلواکی حفظ کند. این حزب از نزدیک با سیاست خارجی آلمان همسو بود. اولین ماده اساسنامه حزب دموکراتیک از اول مارس ۱۹۴۰ اعلام کرد که «حزب آلمان نماینده اراده سیاسی کل جمعیت آلمان در اسلواکی بود». با این حال، همه آلمانی‌ها در اسلواکی از حزب اتحاد مفروض خوشحال نبودند. این حزب با مقاومت طرفداران حزب آلمان زیپسر طرفدار مجارستان روبرو شد.
در ۱۸ دسامبر ۱۹۳۸، حزب آلمان دو نماینده را به عضویت اسلواکی در لیست اتحاد حزب خلق اسلواکی هلینکا - حزب وحدت ملی اسلواکی (HSĽS-SSNJ) انتخاب کرد. Karmasin و Josef Steinhübl. در مارس ۱۹۴۰، سیگمون حزب سیاسی حزب دمکراتیک کمونیست، به جای گژزا رهاک، به عضویت لندتاگ درآمد. در ۲۰ نوامبر ۱۹۴۱، چهارمین سیاستمدار حزب دموکراتیک خلق عضو لندتاگ شد، زیرا دکتر آدالبرت گابریل با حکم ریاست جمهوری به نمایندگی از جامعه آلمان منصوب شد.
در سال ۱۹۴۰ این حزب ادعا کرد که ۵۷۰۰۰ عضو در ۱۲۰ گروه محلی سازمان یافته دارد.